# Герб Сейшельских Островов
Герб Республики Сейшельских островов (англ. Coat of arms of the Republic of Seychelles, фр. Armoiries de la République des Seychelles) представляет собой геральдический щит, в нижней части которого гигантская черепаха стоит на зелёной земле. Посередине сейшельская пальма — символ Сейшел. Позади: синее море с двумя островами и кораблём. Над щитом серебряный рыцарский шлем, над которым пролетает красноклювый фаэтон. Обрамляется щит двумя рыбами-парусниками. Ниже щита расположен девиз Сейшельских островов на латыни «Finis Coronat Opus» («Конец венчает дело»).

## История
Когда в 1903 году сейшельские острова были отделены от Маврикия, появилась эмблема новой колонии. На круглой эмблеме была изображена сейшельская пальма, гигантская черепаха, побережье острова Маэ и кусты. Ниже щита находился девиз «Finis Coronat Opus» («Конец венчает дело»).
В 1961 году эмблема была обновлена и дополнена. На заднем плане появился ещё один остров, символизирующий другие 114 островов архипелага. Парусник символизирует транспортное сообщение между островами. Эмблему обрамляет рамка со стилизованными волнами и девизом колонии.
Нынешний вариант герба был утверждён 27 мая 1976 года.

## Старые версии герба

1903–1961
1961–1976
1976–1996